# Ju 287 (航空機)
ユンカース Ju 287
ユンカース Ju 287 V1（模型）
- 用途：爆撃機
- 設計者：フィリップ・フォン・デップ（Philipp von Doepp）
- 製造者：ユンカース
- 運用者： ドイツ国（ドイツ空軍）
- 初飛行：1944年8月16日
- 生産数：2機

ユンカース Ju 287は、多発ジェット爆撃機に要求される技術を開発するために製造された試験用航空機である。Ju 287は4基のユンカース ユモ 004 エンジンを装備し、革新的な前進翼を採用していたが機体の大部分は他の航空機の廃物利用で構成されていた。飛行用の試作機と未完成の試作2号機は第二次世界大戦の最終段階で赤軍に接収され、更なる開発は戦後にソビエト連邦で行われた。

## 開発
Ju 287は敵戦闘機より高速で飛行し、迎撃を回避する爆撃機を意図して設計された。前進翼は開発プロジェクトの筆頭設計者であるハンス・ヴォッケ博士の提言によるもので、これにより低速度でより揚力を稼げた。これは離着陸時に於ける初期の脆弱なジェットエンジンの応答の悪さには必要な特性であった。
最初の試作機はコンセプトを評価する意図で、ハインケルHe 177の胴体とユンカース Ju 388の尾部を、主車輪はユンカース Ju 352輸送機から、首車輪は墜落したアメリカのB-24 リベレーター爆撃機からの寄せ集めで作成された。ユンカース ユモ 004 エンジンは2基が主翼の下に吊り下げられ、別の2基が胴体前部の左右に取り付けられていた。
1944年8月16日に始まった飛行テストではJu 287は非常に良好な飛行特性を示すと同時に、ある飛行条件下では前進翼に問題点があることが顕わになった。テストではエンジン重量を翼下に集中して配置する方が有益であることも分かり、この方式は次の試作機に取り入れられた。Ju 287にはハインケル HeS 011 エンジンが装備されることが予定されていたが、開発途上で発生した問題により装備されるエンジンにはBMW 003が選択された。試作2号機と3号機にはこのエンジンが6基装備されることになっていたが、2号機は3基を束にして各翼の下に吊り下げるのに対し、3号機は初号機と同じように2基ずつを各翼下に吊り下げ2基を胴体の左右に取り付ける予定であった。これらの機体は新たに設計された胴体を持ち、3号機は武装も施され量産型の開発機として使用されることになっていた。
しかし、試作2号機が完成する前にユンカースの工場には敵軍が侵攻して来て、ヴォッケと彼のスタッフは2機の試作機と制作中の機体（一説には25機）と共にソビエトに連れて行かれた。そこで試作2号機（ユンカース社内での名称EF 131に戻された）はまもなく完成し、1947年5月23日に初飛行を行った。しかしその時点でソビエトのジェット機の開発は既にJu 287に追いついていた。1949年により大型の派生型OKB-1 EF 140が試作機という形でテストされたが、まもなく開発は放棄された。

## 要目
(Ju 287 V1)　Data from[citation needed]
- 乗員：2名
- 全長：18.30 m (60 ft)
- 全幅：20.11 m (65 ft 11 in)
- 全高：4.70 m (15 ft)
- 翼面積：61 m2 (655 ft2)
- 空虚重量：12,500 kg (27,500 lb)
- 運用重量：20,000 kg (44,000 lb)
- エンジン：4 (試作1号機) 、6 (試作2号機) × ユンカース ユモ 004B-1 ターボジェット, 8.825 kN (1,984 lbf)
- 最大速度：780 km/h (487.5 mph)
- 巡航高度：9,400 m (30,000 ft)
- 航続距離：1,570 km (980 miles)
- 上昇率 : 580 m/min (1,890 ft/min)

- 武装：
  - 機関銃:MG 131 機関銃x 2（尾部銃塔）
  - 爆弾: 4,000 kg (8,800 lb) （計画値）

## 登場作品
『ストライカーズ1945PLUS』
シューティングゲーム。自機のひとつであるフィアットG.56のサポートアタック（ボム）で3機が編隊を組んで登場し、自機を援護する。

### 書籍
- Hitchcock, Thomas H. Junkers 287 (Monogram Close-Up 1). Acton, MA: Monogram Aviation Publications, 1974. ISBN 0-914144-01-4.